# Cúpula cuadrada
En geometría, la cúpula cuadrada es uno de los sólidos de Johnson (J4). Puede obtenerse cortando un rombicuboctaedro.
Los 92 sólidos de Johnson fueron nombrados y descritos por Norman Johnson en 1966.

## Fórmulas
- El área de la cúpula cuadrada de lado {\displaystyle L} es

{\displaystyle A=L^{2}\cdot (7+2{\sqrt {2}}+{\sqrt {3}})\approx L^{2}\cdot 11.56048}
- El volumen de la cúpula cuadrada de lado {\displaystyle L} es

{\displaystyle V=L^{3}\cdot \left(1+{\frac {2{\sqrt {2}}}{3}}\right)\approx L^{3}\cdot 1.94281}
- La altura de la cúpula cuadrada de lado {\displaystyle L} es

{\displaystyle h=L\cdot {\frac {\sqrt {2}}{2}}\approx L\cdot 0.70711}
- El circunradio de la cúpula cuadrada de lado {\displaystyle L} es

{\displaystyle C=L\cdot \left({\frac {1}{2}}{\sqrt {5+2{\sqrt {2}}}}\right)\approx L\cdot 1.39897}

## Poliedro dual
| Dual | Desarrollo del dual | Modelo 3D |
| ---- | ------------------- | --------- |
|      |                     |           |